# Tim Welker
Tim Welker (Zierenberg, 1993. szeptember 8. –) német labdarúgó, aki az SC Paderborn 07 hátvédje.

## Statisztika
2015. március 12. szerint.
| Klub               | Szezon             | Bajnokság | Bajnokság | Kupa  | Kupa  | Európa | Európa | Összesen | Összesen |
| Klub               | Szezon             | Mérk.     | Gólok     | Mérk. | Gólok | Mérk.  | Gólok  | Mérk.    | Gólok    |
| ------------------ | ------------------ | --------- | --------- | ----- | ----- | ------ | ------ | -------- | -------- |
| SC Paderborn 07    | 2012–13            | 1         | 0         | 0     | 0     | —      | —      | 1        | 0        |
| SC Paderborn 07    | 2013–14            | 1         | 0         | 0     | 0     | —      | —      | 1        | 0        |
| SC Paderborn 07    | 2014–15            | 0         | 0         | 0     | 0     | —      | —      | 0        | 0        |
| SC Paderborn 07    | Összesen           | 2         | 0         | 0     | 0     | 0      | 0      | 0        | 0        |
| Karrierje összesen | Karrierje összesen | 2         | 0         | 0     | 0     | 0      | 0      | 0        | 0        |